# Pietro III d'Arborée
Pietro III d'Arborée (mort en 1347) fut Juge d'Arborée, en Sardaigne, de 1336 à 1347.

## Biographie
Pietro III est le fils ainé d'Ugone II d'Arborée. À la mort de son père en 1336, Pietro lui succède sur le  trône mais doit notifier son accession au roi Alphonse IV d'Aragon qui prétendait à la suzeraineté de la Sardaigne du fait de l'investiture pontificale reçue en 1297 du pape Boniface VIII. Dix ans auparavant en 1326 Pietro III s'était uni avec Constance (morte le 18 février 1348), une noble d'origine piémontaise issue de la Maison Alérame et fille du premier gouverneur aragonais de Sardaigne. Le règne de Pietro III est médiocre. En paix avec le royaume d'Aragon car il demeure sous l'influence de son chancelier l'archevêque d'Arborée Guido Cattaneo, et du chanoine de Tramatza et docteur en droit Filippo Mameli qui sont favorables à cette situation.
Quand le roi Alphonse IV meurt en 1336, son frère et futur successeur à la tête du Judicat d'Arborée, Mariano, rend l'hommage féodal au nouveau roi Pierre IV d'Aragon et obtient comme fief le comté de Goceano. On ne possède que peu d'autre information sur le règne de Pierre III, sinon qu'en 1343, il reçoit du pape Clément IV l'autorisation de fonder un monastère de  Clarisses. À sa mort sans héritier, la Corona de Logu désigne Mariano comme Juge.

## Sources
- (it) Cet article est partiellement ou en totalité issu de l’article de Wikipédia en italien intitulé « Pietro III di Arborea » (voir la liste des auteurs).,
- (it) A. Boscolo, La Sardegna dei Giudicati, Cagliari, della Torre, 1979.
- (en) Site de I. Mladjov Medieval Sardinia (Sardegna). Consulté le 26 octobre 2016.